# 阿瓦恰河
阿瓦恰河（俄语：Ава́ча）是俄羅斯的河流，位於堪察加半島西南部，從發源地向東南方向流入阿瓦查灣，河道全長122公里，流域面積5,090平方公里，河畔城鎮有叶利佐沃。